# Bootzheim
Bootzheim (deutsch Boozheim) ist eine französische Gemeinde mit 790 Einwohnern (Stand 1. Januar 2021) im Département Bas-Rhin in der Region Grand Est (bis 2015 Elsass). Auf der westlichen Seite verläuft der Rhein-Rhone-Kanal. Die nächste Nachbargemeinde ist Mackenheim im Südwesten.

## Geschichte
Bootzheim soll schon im Jahr 720 im Besitz der Abtei Mont Sainte-Odilie (deutsch: Odilienberg) gewesen sein (Quelle: Regnum Francorum online RegAls 096). Als Kaiser Heinrich II. im Jahr 1006 das Elsass besuchte, stellte er hier eine Schenkungsurkunde aus, an deren Schluss steht "actum in Puozinesheim" (Quelle: MGH DD HII 116, auch Regesta Imperii RI II,4,1616). Anzunehmen ist, dass Bootzheim damals genügend Gebäude hatte, um den Herrscher und sein Gefolge unterzubringen. 

## Wappen
Wappenbeschreibung: In Schwarz ein durchgehendes goldenes Kreuz.

## Einwohnerentwicklung
| 1962 | 1968 | 1975 | 1982 | 1990 | 1999 | 2005 | 2008 | 2013 |
| ---- | ---- | ---- | ---- | ---- | ---- | ---- | ---- | ---- |
| 286  | 302  | 315  | 345  | 353  | 448  | 563  | 597  | 694  |

Kirche St. Blasius in Bootzheim
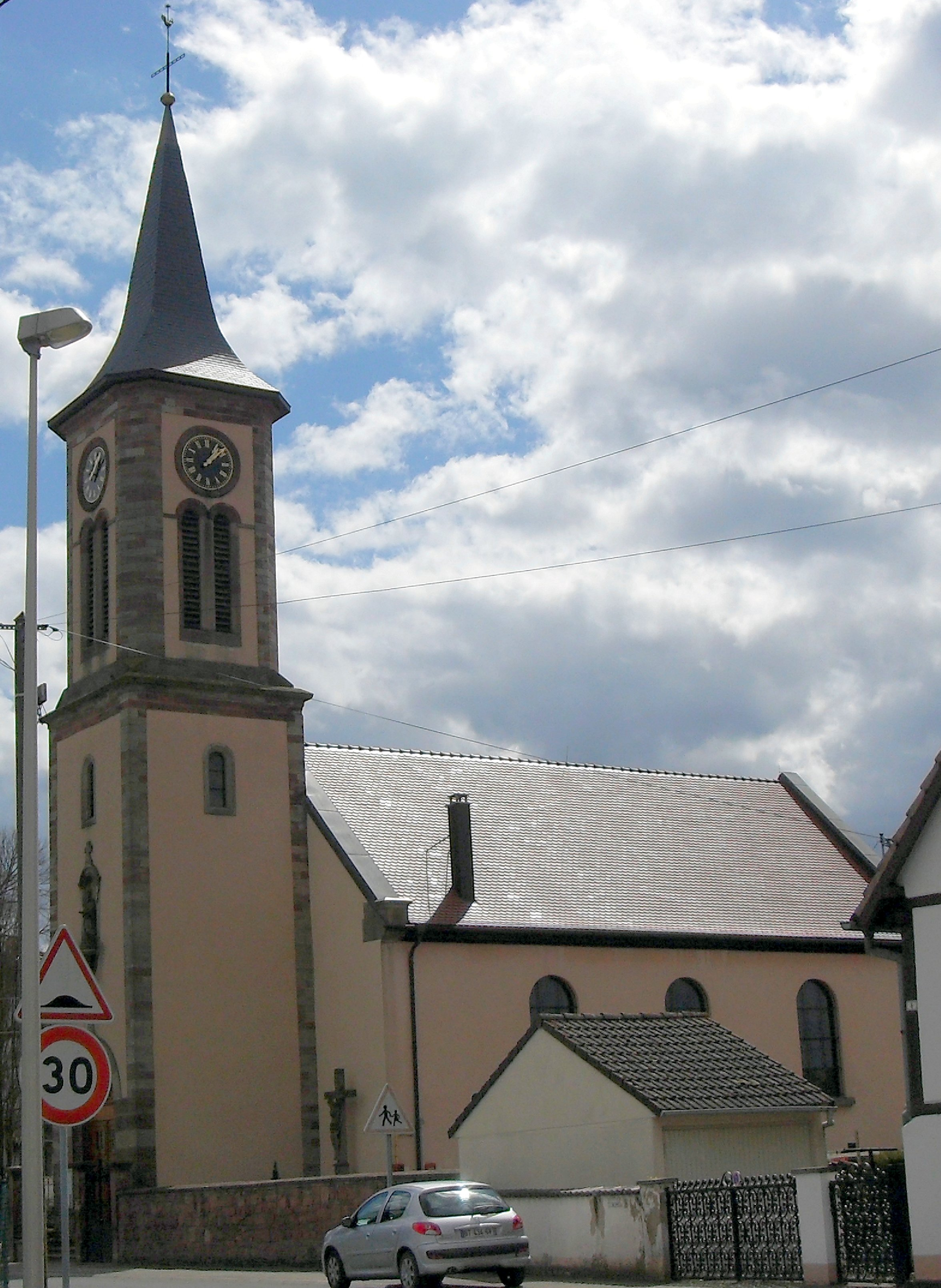
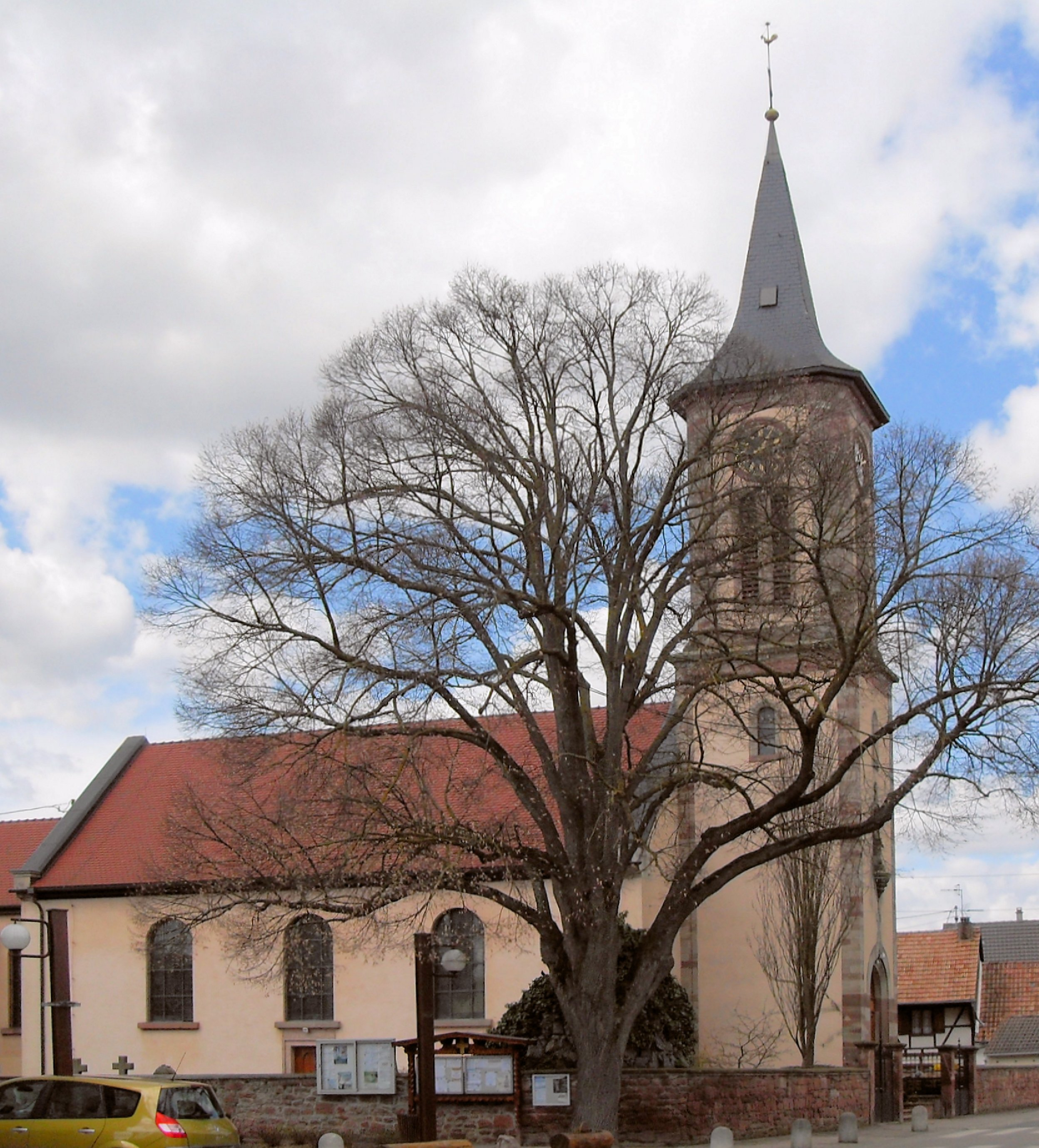